# قشلاق الي شعباني (مقاطعة بيله سوار)
قشلاق الي شعباني (بالفارسية: قشلاق الی شعبانی) هي منطقة سكنية تقع في إيران في أردبيل. يقدر عدد سكانها بـ 171 نسمة .